# Kélli
Kélli (Kelli) är en ort i Grekland.   Den ligger i prefekturen Nomós Florínis och regionen Västra Makedonien, i den norra delen av landet, 400 km nordväst om huvudstaden Aten. Kélli ligger 986 meter över havet och antalet invånare är 563.
Terrängen runt Kélli är huvudsakligen kuperad, men åt nordost är den bergig. Terrängen runt Kélli sluttar söderut.Runt Kélli är det ganska glesbefolkat, med 31 invånare per kvadratkilometer. Närmaste större samhälle är Amýntaio, 10,8 km söder om Kélli. Trakten runt Kélli består i huvudsak av gräsmarker.